# Учительская (фильм)
«Учительская» (нем. Das Lehrerzimmer) — художественный фильм режиссёра Илькера Чатака. Премьера фильма состоялась в середине февраля 2023 года в секции «Панорама» 73-го Берлинского кинофестиваля, где фильм был очень положительно встречен кинокритиками. Кинопремьера в Германии состоялась в начале мая. В том же году картина была удостоена Немецкой кинопремии в пяти номинациях, включая награды за лучший игровой фильм, а также за режиссуру, сценарий и главную женскую роль (Леони Бенеш). Фильм «Учительская» стал кандидатом от Германии на премию «Лучший фильм на иностранном языке» на церемонии «Оскар» в 2024 году.

## Сюжет
Сюжет фильма рассказывает о молодой учительнице (Леони Бенеш), которая пытается пресечь серию краж в своей школе. Неожиданное разоблачение предполагаемого преступника и последующее школьное расследование в рамках «политики нулевой терпимости» вскоре приводят к доносам, ссорам и исключению из школы.

## В ролях
- Леони Бенеш — Карла Новак
- Михаэль Кламмер — Томас Либенверда
- Рафаэль Стаховяк — Милош Дудек
- Анне-Катрин Гуммих — доктор Беттина Бём
- Ева Лёбау — Фридерике Кун

## Производство
«Учительская» — четвёртый полнометражный фильм режиссёра Илкера Чатака. Он написал сценарий вместе с Йоханнесом Данкером. Вдохновением для сценария послужили их школьные годы, которые они обсуждали во время совместного отдыха. С восьмого класса Чатак учился в одной из турецких школ, где лично наблюдал аналогичный случай, описанный в фильме, когда у учеников преподавательский состав щупал кошельки. Точно так же уборщица в их семье однажды обокрала его родителей. Сестра Данкера, в свою очередь, работала учителем математики в школе, где кражи совершались в комнате персонала. Под впечатлением от «захватывающей истории» Чатак отправился в свою бывшую среднюю школу в Берлине, где его поддержал в проекте бывший директор. Однако запланированная съёмка в бывшей школе Чатака не состоялась. Помимо сестры Данкера, они провели интервью с добрым десятком представителей сферы образования, включая учителей, директоров школ, школьных психологов и преподавателей физкультуры, которых авторский дуэт ознакомил с мерами по сплочению коллектива. Чатак заметил, что по сравнению с его школьными временами «прежде всего изменился способ общения». С помощью таких служб мгновенного обмена сообщениями, как WhatsApp, родители могут быстрее обмениваться идеями и решать проблемы. Кроме того, у режиссёра возникло ощущение, что родители сегодня выглядят по-другому, с другой уверенностью в себе. Он заметил это, в частности, у детей, которых отдали в «лучшую» школу.

## Восприятие
Первые рецензии, опубликованные после премьеры, высоко оценили фильм и игру Леони Бенеш:
Козима Лутц в своей рецензии подчеркнула драматургическую открытость и напряженность фильма, а также его тонкий юмор («Здесь всё кажется возможным, это басня об успехе, а также о буйстве»). Режиссёр и сценарист Илькер Чатак «ведёт зрителей в этой социальной лаборатории по тому же льду, что и главный герой». Она также высоко оценила актёрские работы Леони Бенеш и Евы Лёбау, «строго» скомпонованную и «элегантно» плавную операторскую работу Юдит Кауфманн и тревожную музыку Марвина Миллера. Действия в школе оказываются «тем сложнее, чем больше о них говорят» в связи с совершенными кражами. Применяемая «политика нулевой терпимости» приводит в движение «почти классическую трагедию, в которой проступок заключается именно в его совершении» и «в стремлении избежать того, чего следует избегать». Героиня Карлы Новак хочет «сделать всё правильно», но «вскоре понимает, как быстро диктат „нулевой терпимости“ приводит к осуждению, подозрениям и исключению», «вместо того чтобы создать „безопасное пространство“». Однако Лутц не оставила без внимания критику, высказанную другими, что «не совсем понятно, на что, собственно, нацелен фильм Чатака».